# Distretto di Río Tambo
Il distretto di  Río Tambo è uno degli  otto distretti della provincia di Satipo, in Perù. Si trova nella regione di Junín e si estende su una superficie di 10349,9 chilometri quadrati.